# 配合物稳定常数
配合物稳定常数（也称形成常数，结合常数） 是在溶液中形成配合物的平衡常数。它是反应物之间形成配合物的相互作用的强度的量度。配合物主要有两种：金属离子和配体相互作用形成的配合物和超分子配合物, 例如主客体配合物和阴离子配合物。这个稳定常数能提供计算配合物在溶液中的浓度时所需的信息。它在化学，生物学和药学等领域应用广泛。

## 历史
Jannik Bjerrum在1941年开发出第一个测定金属氨配合物稳定常数的方法 。这发生在阿尔弗雷德·维尔纳 提出配合物的正确结构的近50年后，这件事发生得这么晚的原因已经被Beck和Nagypál总结。 Bjerrum方法的关键是使用当时最新研制的玻璃电极和PH计来确定溶液中的氢离子浓度。Bjerrum意识到携带配体的金属配合物的形成是一种酸碱平衡：在金属离子Mn+和氢离子H+之间存在对配体的争夺。这意味着必须考虑两个同时存在的平衡。在下文中为了通用性省略了电荷。这两个平衡是
H + L ⇌ HL
M + L ⇌ ML
因此，通过以下对金属离子（M）、酸（HL）和碱的混合物滴定过程中的氢离子浓度，和已知酸（HL）的酸度系数，金属配合物（ML）的稳定常数就能确定。Bjerrum继续去确定更多配合物形成的体系中的稳定常数。
M + qL ⇌ MLq
接下来的20年看到了被确定的稳定常数数目的真正的爆炸性增长。一些关系，例如欧文-威廉姆斯化学序列的发现。计算是用所谓的图形分析技巧完成的。这个时期Rossotti和Rossotti总结了以数学为基础的方法。下一个关键的发展是计算机程序的使用, 用LETAGROP进行计算。这使无法通过人工计算检验的复杂系统的检验成为可能。
随后的计算机程序能够处理复杂的一般平衡，例如SCOGS和MINIQUAD还开发出了今天几乎已成为“常规”操作的稳定常数的测定。数以千计的稳定常数的值可以在两个商业数据库中找到。

## 理论
一种金属离子（M）和一种配体（L）间形成的配合物实际上通常是一个取代反应。例如在水溶液中，金属离子将会呈现为水合金属离子的形式，所以形成第一个配合物的反应可以写成
{\displaystyle \mathrm {[M(H_{2}O)_{n}]+L\leftrightharpoons [M(H_{2}O)_{n-1}L]+H_{2}O} }
此反应的平衡常数在下式给出
{\displaystyle \beta '=\mathrm {\frac {[M(H_{2}O)_{n-1}L][H_{2}O]}{[M(H_{2}O)_{n}][L]}} }
[L]应读作“L的浓度”，其他在方括号里的词也一样。这个表达式通过消除那些常数可以被极大地简化。连接到每个金属离子的水分子的数量是恒定的。在稀溶液中水的浓度十分恒定。表达式变成  
{\displaystyle \beta =\mathrm {\frac {[ML]}{[M][L]}} .}
下面给出这种简化的一般定义，对于一般的平衡来说
{\displaystyle pM+qL...\leftrightharpoons M_{p}L_{q}...}
{\displaystyle \beta _{pq...}=\mathrm {\frac {[M_{p}L_{q}...]}{[M]^{p}[L]^{q}...}} }
这个定义能被扩展到能包括任意数量的试剂。试剂不总需要是一种金属和一种配体，而可以是形成配合物的任意物种。以这种方式定义的稳定常数叫结合常数。这可能会导致一些混乱，例如pKa值是“解离”常数。在通用的计算机程序中，习惯性以结合常数来定义所有的常数。这两种常数的关系在结合和解离常数中给出。

### 逐级累积形成常数
这是一个累积或整体常数，符号为β，是一个由试剂形成配合物的常数。例如，ML2形成的累积行程常数在下式给出
{\displaystyle \mathrm {M+2L\rightleftharpoons ML_{2};\beta _{12}=\mathrm {\frac {[ML_{2}]}{[M][L]^{2}}} } }
这个逐级常数，K1和K2适用于每次形成一种配合物的一个步骤。
{\displaystyle \mathrm {M+L\rightleftharpoons ML;{\mathit {K}}_{1}={\frac {[ML]}{[M][L]}}} }
{\displaystyle \mathrm {ML+L\rightleftharpoons ML_{2};{\mathit {K}}_{2}={\frac {[ML_{2}]}{[ML][L]}}} }
而
{\displaystyle \beta _{12}=K_{1}K_{2}\,}
累积常数始终可以被表达为产物的逐级常数。相反，任何逐级常数可以被表示为两个或多个整体常数的商。没有确切的符号代表逐级常数虽然形如KL
ML的符号有时能在文章中找到。总是引用参考文献来定义一个平衡表达里的每一个稳定常数是最好的。

### 水解产物
羟配合物的形成是水解反应的一个典型例子。水解反应是底物与水反应，使水分子解离成氢氧根离子和氢离子，之后氢氧根离子与底物形成化合物。
M + OH ⇌ M(OH)
{\displaystyle K=\mathrm {\frac {[M(OH)]}{[M][OH]}} }
水中氢氧化物的浓度与氢离子浓度相关，而氢离子浓度则由自电离常数Kw决定。
Kw=[H+][OH-]；{\displaystyle [{\text{OH}}^{-}]={\frac {K_{\text{w}}}{[{\text{H}}^{+}]}}}
将氢氧化物的浓度表达式代入到配合物形成常数表达式中有
{\displaystyle K={\frac {[{\text{M}}({\text{OH}})][{\text{H}}]}{[{\text{M}}]K_{\text{w}}}}}
{\displaystyle \beta _{1-1}^{*}={\frac {K}{K_{\text{w}}}}={\frac {[{\text{M}}({\text{OH}})][{\text{H}}]}{[{\text{M}}]}}}
文献中通常会给出 β*的值。

### 酸-碱配合物
一种路易斯酸A，和一种路易斯碱B, 被认为可以形成一种配合物AB。
{\displaystyle \mathrm {A+B\rightleftharpoons AB} :K=\mathrm {\frac {[AB]}{[A][B]}} }
有三种主流理论与路易斯酸和路易斯碱之间的反应相关。
1. 软硬酸碱理论 (HSAB)。[10] 这个理论主要用于定性。
2. 德拉格和韦兰提出了两个能准确预测非常大量的加合物形成的标准焓的参数方程。−ΔH⊖ (A − B) = EAEB + CACB. E 和 C参数的值是可得到的。[11]
3. 古特曼给予数: 对于碱来说，这个数来自以1,2-二氯乙烷为溶剂时该碱与五氯化锑反应的焓。对于酸来说，接受体数来自该酸与三苯基膦氧化物反应的焓。[12]

欲了解更多详细信息，请参阅：酸碱理论, 酸催化, 酸碱萃取

## 精确评估的数据
下列的参考文献是已发表的各种配体稳定常数的评论性综述。所有这些综述都是IUPAC发表的，而且都是免费可用的pdf全文。
- 乙二胺 (en) [13]

- 次氮基三乙酸 (NTA)[14]

- 多聚氨基酸 (氨羧络合剂)[15]

- 果酸和其他羟基羧酸[16][17]

- 冠醚[18]

- 膦酸[19][20]

- 咪唑和组织胺[21]

- 含有极性侧链的氨基酸[22]

- 核苷酸[23]

- 乙酰丙酮[24]

- 综合[25]

- 环境中大量的重金属无机配合物的化学形态 第一部分: The Hg2+– Cl–, OH–, CO32–, SO42–, and PO43– systems.[26]

- 环境中大量的重金属无机配合物的化学形态 第二部分: The Cu2+-OH-, Cl-, CO32-, SO42-, and PO43- aqueous systems[27]

- 环境中大量的重金属无机配合物的化学形态 第三部分: The Pb2+-OH-, Cl-, CO32-, SO42-, and PO43- systems[28]

- 环境中大量的重金属无机配合物的化学形态 第四部分: The Cd2+ + OH–, Cl–, CO32–, SO42–, and PO43– systems[29]